# Aldarulls d'Irlanda del Nord de 1969
Els aldarulls d'Irlanda del Nord de 1969 foren un conjunt d'aixecaments catòlics que acabaren en enfrontaments amb els unionistes protestants. Van suposar una onada de violència que va assolir el seu punt màxim a l'agost de 1969 i que va incrementar la intensitat del conflicte nord-irlandès.

## Causes
La Northern Ireland Civil Rights Association va promoure marxes de catòlics per protestar per la discriminació social i econòmica que patien a Irlanda del Nord. Aquestes marxes van atreure l'atenció internacional i es van emetre comunicats condemnant l'actuació britànica per afavorir la població protestant de l'illa. Diverses d'aquestes manifestacions patiren una severa repressió policial que exacerbà els ànims. El govern anglès va prometre la protecció de les manifestacions, però això no va impedir atacs dels unionistes.
Durant els mesos de març i abril, membres dels Ulster Protestant Volunteers van bombardejar estacions claus per al subministrament d'aigua i electricitat a la ciutat de Derry, accions de les quals van acusar l'IRA. Quan es va descobrir, van augmentar les manifestacions. El govern va emprendre reformes polítiques, però no van ser suficients per evitar l'onada creixent d'aldarulls.

## Esdeveniments destacats
A l'agost van produir-se escenes violentes a Belfast, Derry (Batalla del Bogside), Newry, Armagh, Crossmaglen, Dungannon, Coalisland i Dungiven amb diversos graus d'intensitat. A les ciutats on els catòlics eren majoria, els enfrontaments tenien lloc entre aquests i la policia, que protegia la minoria protestant. A les poblacions on hi havia més equilibri entre les comunitats o bé dominaven els protestants, els atacs se succeïen entre unionistes i republicans.
Belfast fou la zona on hi hagué més aldarulls. Es cremaren cases, locals i cotxes, es muntaren barricades per separar els barris, hi hagué intercanvi de trets, atacs amb pedres i altres armes casolanes i s'ocuparen edificis claus de la ciutat durant diversos dies consecutius, sense que l'exèrcit enviat especialment des de Gran Bretanya o la policia poguessin impedir els enfrontaments.

## Conseqüències
L'exèrcit britànic arribà el 14 d'agost i provà d'interposar-se entre les faccions enfrontades. Els dies de violència provocaren vuit morts, més de 750 ferits de consideració i obligaren a gairebé 2000 famílies a deixar les seves llars, bé perquè van ser arrasades, bé perquè van cercar refugi en un barri on predominés la seva religió. Algunes famílies deixaren definitivament la regió per anar a residir a altres zones del sud d'Irlanda. La incapacitat de l'IRA per protegir-les afectà la seva reputació i va afavorir noves escissions dins l'organització.
El conflicte nord-irlandès (conegut com "The Troubles" pels britànics) va entrar en una nova fase amb aquests aldarulls, ja que es crearen grups armats als dos bàndols i s'inicià una campanya d'atemptats i violència sistemàtica per aconseguir el control de la regió.